# Erlbach-Kirchberg
Erlbach-Kirchberg est une ancienne commune de Saxe (Allemagne), située dans l'arrondissement des Monts-Métallifères. Depuis le 1er janvier 2013, elle est rattachée à la ville de Lugau/Erzgeb..